# Франсоа Розе
Франсоа Розе (фр. François Rozet; Вилар ле Дон, 25. март 1899 — Монтреал, 8. април 1994) био је канадски глумац рођен у Француској.
Рођен је 25. марта 1899. године у граду Вилар ле Дон. Умро је у Монтреалу.
Године 1971. постао је Орден Канаде за допринос француском театру. Први филм у којем је глумио снимљен је 1925. године. Тумачио је улогу Максимилијана Морела у филму Монте Кристо (1929).